# Молочай густоволохатоплодий
Молоча́й густоволохатопло́дий (Euphorbia valdevillosocarpa) — отруйна багаторічна рослина родини молочайних. Східноєвропейський ендемік, занесений до Червоної книги України у статусі «Зникаючий». Перспективна декоративна культура.

## Опис
Трав'яниста рослина заввишки 55-125 см, гемікриптофіт. Корінь стрижневий, товстий, здерев'янілий. Надземні вегетативні органи містять отруйний молочний сік. Стебла численні, прямостоячі, міцні, опушені відлеглими волосками, у верхній частині розгалужуються на неплідні пагони і пазушні квітконоси. Листки 4–11 см завдовжки, 1–2,8 см завширшки, чергові, довгасто-еліптичні або довгастоланцетні, вгорі зубчасто-пилчасті.
Суцвіття пазушні і верхівкові, мають вигляд зонтиків, хоча насправді складаються з циатіїв, утворених тичинковими та маточковими квітками. Квітки обох типів без оцвітини, жовтуваті.
Плід — стиснуто-кулястий тригорішок завдовжки 4-5,5 мм, густо опушений білуватими волосками. Насінини 2,7-3,5 мм завдовжки, кулясто-яйцеподібні, гладенькі, з невеличким придатком.

## Екологія та поширення
Рослина доволі морозостійка (витримує пониження температури до -12,5 °C…-17,5 °C), світлолюбна, помірно посухостійка, віддає перевагу дренованим плодючим ґрунтам. Молочай густоволохатоплодий зростає на узліссях, галявинах, степових схилах, серед чагарників, у розріджених лісах, утворених звичайними та пухнастими дубами.
Розмножується насінням. Квітне в травні–липні, плодоносить у липні—серпні. Насіння може проростати як після стратифікації, так і без неї, тобто при осінній чи весняній сівбі. Втім, сходи з'являються не одночасно — протягом 10-15 днів.
Східноєвропейський ендемік, зона розповсюдження якого охоплює суміжні області Східної Румунії, Молдови та України. Оскільки через останню країну пролягає східна межа ареалу, то тут молочай густоволохатоплодий можна віднайти лише у прикордонних південно-західних областях: Чернівецькій (поблизу села Нагоряни), Вінницькій (на околицях смт Піщанки), Одеській (біля села Лісного).

## Значення і статус виду
Українські популяції виду ізольовані, нечисельні (щільність становить 1-5 особин на 100 м²), але їхній стан стійкий, а насіннєве відтворення задовільне. Загрозу для заростей молочаю густоволохатоплодого становлять надмірне випасання худоби, терасування і заліснення схилів, рекреаційне навантаження. Певну роль відіграє і природна рідкісність, зумовлена прикордонним характером ареалу. Охорона виду здійснюється на теренах геологічної пам'ятки природи «Шишкові горби» і в Староманзирському заказнику.
Молочай густоволохатоплодий утворює щільні зелені куртини, особливо привабливі під час цвітіння, тому придатний для декоративного садівництва. З цією метою його зрідка вирощують у США та Західній Європі, але українським садівникам він практично невідомий.

## Синоніми
- Euphorbia villosa subsp. valdevillosocarpa (Arvat & Nyár.) Soó
- Tithymalus valdevillosocarpa (Arvat & Nyár.) Chrtek & Krísa[3]